# Aleksandr Iwanicki
Aleksandr Władimirowicz Iwanicki (ros. Александр Владимирович Иваницкий; ur. 8 października 1937 w Jarowie, zm. 22 lipca 2020 w Moskwie) – radziecki zapaśnik walczący w stylu wolnym, sambista. Złoty medalista olimpijski z Tokio 1964, w kategorii plus 97 kg.
Złoty medalista mistrzostw świata w 1962, 1963, 1965 i 1966 roku.
Mistrz ZSRR w 1964 i 1965; drugi w 1960, 1962, 1963 i 1966; trzeci w 1961 roku. Trzeci na mistrzostwach ZSRR w sambo w 1960. Zakończył karierę w 1967 roku. Działacz, redaktor sportowy, autor książek i filmów dokumentalnych, wykładowca uniwersytecki. Nagrodzony orderem „Czerwonego Sztandaru Pracy”, „Przyjaźni Narodów”, „Za Zasługi dla Ojczyzny”; medalem „Za pracowniczą wybitność”.